# 요네카와촌 (야마구치현 쓰노군)
요네카와촌(米川村)은 야마구치현 쓰노군에 있던 촌이다. 

## 역사
- 1889년 4월 1일 - 정촌제 시행에 의해 4촌의 구역을 가지고 성립하였다.
- 1954년 11월 1일 - 구다마쓰시에 편입, 동일 요네카와촌은 폐지되었다.

## 참고문헌
- 角川日本地名大辞典 35 山口県